# Liste der Kulturdenkmäler in Fisch (Saargau)
In der Liste der Kulturdenkmäler in Fisch sind alle Kulturdenkmäler der rheinland-pfälzischen Ortsgemeinde Fisch  aufgeführt. Grundlage ist die Denkmalliste des Landes Rheinland-Pfalz (Stand: 8. Februar 2023).

## Einzeldenkmäler
| Bezeichnung                         | Lage                                                     | Baujahr                | Beschreibung | Bild                           |
| ----------------------------------- | -------------------------------------------------------- | ---------------------- | --- | ------------------------------ |
| Statuen                             | Kapellenstraße, in Nr. 8 Lage                            |                        | in der katholischen Kapelle St. Wendelinus (Neubau von 1961): zwei Barockstatuen; heiliger Nikolaus und Madonna | BW                             |
| Steffeskreuz                        | östlich des Ortes am Firstweg Lage                       | um 1500                | Nischenkreuz, um 1500                                                                                           | BW                             |
| Wegekapelle                         | östlich des Ortes an der K 126 Lage                      | um 1900                | Flurkapelle, um 1900                                                                                            | Fotos hochladen                |
| Warsberger Grenzsteine              | südlich des Ortes an der Gemarkungsgrenze zu Körrig Lage | frühes 18. Jahrhundert | aufwändig bearbeitete Steine, frühes 18. Jahrhundert (einer bezeichnet 1710)                                    | Fotos hochladen                |
| Warsberger Hof                      | südlich des Ortes (Rehlinger Hof 9/10) Lage              | 17. Jahrhundert        | Gebäudegruppe aus drei Hofanlagen, im Kern aus dem 17. Jahrhundert, Umbauten 1790 und im 19. Jahrhundert        | Fotos hochladen                |
| Katholische Pfarrkirche St. Jakobus | südöstlich des Ortes an der K 126 Lage                   | 1793                   | barocker Saalbau, 1793; romanischer Westturm, Chor 1667                                                         | weitere Bilder Fotos hochladen |